# Blarina brevicauda
Il toporagno settentrionale dalla coda corta (Blarina brevicauda Say, 1823) è un mammifero soricomorfo appartenente alla famiglia Soricidae, diffuso in America Settentrionale.

## Descrizione
Lungo tra i 12 e i 14 cm, cui si aggiunge una breve coda di 3 cm (a cui deve il nome), questo toporagno non differisce molto dagli altri, a causa della pelliccia grigiastra, gli occhi piccoli e le orecchie celate. Una caratteristica peculiare è invece la piccola coda pelosa.

## Biologia

### Comportamento
Questo animale prevalentemente solitario è attivo di notte, e usa olfatto e tatto per trovare le prede.

### Alimentazione
Si nutre per lo più di insetti e vermi, ma a differenza degli altri toporagni, ha la capacità di cacciare anche piccoli mammiferi come le arvicole o i topi, che immobilizza grazie al suo morso velenoso (caso raro tra i mammiferi). Non disdegna inoltre nutrirsi di foglie.

### Riproduzione
La gestazione dura dai 17 ai 22 giorni, al termine dei quali la femmina partorisce da 3 a 7 piccoli.

## Distribuzione e habitat
Vive in Nord America, dal Canada meridionale agli USA settentrionali e orientali.
Vive nelle foreste decidue e di conifere, nelle paludi e nelle praterie.

## Conservazione
La IUCN Red List classifica B. brevicauda come specie a rischio minimo (Least Concern).